# Schuyler Enck
Schuyler Enck (Estados Unidos, 25 de enero de 1900-1 de noviembre de 1970) fue un atleta estadounidense, especialista en la prueba de 800 m en la que llegó a ser medallista de bronce olímpico en 1924.

## Carrera deportiva
En los JJ. OO. de París 1924 ganó la medalla de bronce en los 800 metros, empleando un tiempo de 1:53.0 segundos, llegando a meta tras el británico Douglas Lowe y el suizo Paul Martin (plata).